# Brendan Kelly
Brendan Joseph Kelly (Dublino, 28 settembre 1964) è un attore irlandese.
Ha debuttato come attore nel 1988 ed è apparso in molti film d'azione come The Rock con Sean Connery e Nicolas Cage.
È sposato ed ha quattro figli.
È anche noto per la sua altezza: 1,92 metri.

## Filmografia parziale
- Dolci bugie (Sweet Lies), regia di Nathalie Delon (1987)
- Malcolm X, regia di Spike Lee (1992)
- Clockers, regia di Spike Lee (1995)
- Il diavolo in blu (Devil in a Blue Dress), regia di Carl Franklin (1995)
- The Rock, regia di Michael Bay (1996)
- L'ombra del diavolo (The Devil's Own), regia di Alan J. Pakula (1997)
- Con Air, regia di Simon West (1997)
- Hollywood Confidential, regia di Reynaldo Villalobos (1997) - film TV
- Oz (2003) - 4 episodi
- Lizzie McGuire - Da liceale a popstar (The Lizzie McGuire Movie), regia di Jim Fall (2003)
- Cellular, regia di David R. Ellis (2004)
- Attacco al potere 3 - Angel Has Fallen (Angel Has Fallen), regia di Ric Roman Waugh  (2019)

## Doppiatori italiani
- Gianluca Machelli in CSI: NY
- Alessandro Messina in Oz